# Внутриконтинентальный климат умеренных широт
Внутриконтинентальный климат умеренных широт — климат, формирующийся и распространённый над континентами в достаточном отдалении от океанов. Является умеренным и континентальным климатом. Распространён в Северном полушарии. В Южном полушарии из-за отсутствия в этом поясе достаточно больших пространств суши внутриконтинентальный климат не формируется.
Для него характерны устойчивое высокое атмосферное давление, особенно зимой, тёплое лето и морозная зима — высокие годовые амплитуды температур, возрастающие вглубь континентов (в основном из-за более холодных зим). Количество осадков снижается при продвижении и вглубь континентов, и с севера, имеющего устойчивый снежный покров на юг, где снежный покров неустойчив. При этом лесные ландшафты сменяются степными, полупустынными и пустынными. Самый континентальный климат на северо-востоке Евразии — в Оймяконе и Верхоянске (Якутия), средняя температура воздуха в январе составляет −50 °C, минимальная — −70 °C.
В горных районах, в том числе на высоких плоскогорьях глубинных областей континентов, зимы весьма суровы и малоснежны, скудные осадки выпадают преимущественно в течение жаркого лета (например, в Улан-Баторе в июле +17 °C, в январе −24 °C, осадков 240 мм в год).
Переход от морского климата к континентальному не является резким, поэтому для более точной оценки различают умеренно континентальный климат, преобладающий, например, в европейской части России, и резко континентальный, преобладающий, например, в Восточной Сибири.